# 845 Naëma
845 Naëma
845 Naëma là một tiểu hành tinh ở vành đai chính. Nó được Max Wolf phát hiện ngày 16.11.1916 ở Heidelberg. Không biết rõ nguồn gốc tên của nó. Tên của nó lại được dùng để đặt cho nhóm tiểu hành tinh Naëma